# Portal del carrer de Munt (Sant Andreu de Llavaneres)
Portal del carrer de Munt és una obra de Sant Andreu de Llavaneres (Maresme) protegida com a Bé Cultural d'Interès Local.

## Descripció
Portal d'entrada al pati d'una casa format per dues columnes d'obra adornades amb mosaics trencats i una porta i reixa de ferro.
Construït a inicis del segle XX pel constructor local Francesc Morera.
(Text procedent del POUM)